# IEEE Fellow
IEEE Fellow (vor 1963: IRE Fellow beziehungsweise AIEE Fellow) ist ein besonderer Mitgliederstatus (englisch Membership grade) des Institute of Electrical and Electronics Engineers (IEEE) beziehungsweise dessen Vorläuferorganisationen, des Institute of Radio Engineers (IRE) und des American Institute of Electrical Engineers (AIEE), die beide am 1. Januar 1963 im IEEE aufgingen.

Logo des IEEE und sein Motto: „Technologie vorantreiben für die Menschheit“.

Diese Ehrenmitgliedschaft wird durch den IEEE-Verwaltungsrat (Board of Directors) an Personen mit außergewöhnlichen Leistungen in einem Interessenbereich des IEEE vergeben. Die jährliche Anzahl der Neuernennungen überschreitet nie ein Promille der insgesamt stimmberechtigten Institutsmitglieder. Anfang 2018 wies das Verzeichnis der IEEE Fellows insgesamt 9804 Personen aus, wobei die Zahl der Mitglieder über 423.000 beträgt.
Der Mitgliederstatus Fellow wurde bereits in den Vorgängerorganisationen des IEEE, dem AIEE (ab 1912) und dem IRE (ab 1914) an Personen verliehen, die sich in besonderer Weise verdient gemacht hatten. Zu den ersten Fellows of the IRE gehörte der deutsche Physiker Jonathan Zenneck (1871–1959), ein Pionier der Funktechnik.
Zu der Zeit war es möglich, sich direkt für den Status Fellow zu bewerben. Die Voraussetzungen und vor allem die Vergaberichtlinien änderten sich jedoch über die Jahre und ab 1938 beim IRE beziehungsweise ab 1952 beim AIEE war es nur noch per direktem Vorschlag des Verwaltungsrats möglich.
Mit Zusammenschluss des AIEE und des IRE im Jahr 1963 erhielten die Fellows des AIEE und die des IRE automatisch den Status Fellow of the IEEE.